# Pesme za kmete ino mlade ljudi
Pesme za kmete ino mlade ljudi je pesniška zbirka Valentina Staniča. Prvič je izšla v Gorici leta 1822. Druga, pomnožena izdaja je prišla med ljudi šestnajst let za tem. Leta 1971 je založništvo tržaškega tiska v Trstu izdalo ponatis.
Zbirka je znana kot prva slovenska tiskana knjiga v Gorici. Stanič je z njo skušal pomagati domačemu človeku do slovenske tiskane besede, kar omenja v predgovoru. Pesmi so večinoma prevodi iz Mildheimske pesmarice. V izdaji iz leta 1838 pri posameznih pesmih Stanič navede tudi avtorja.
V zbirki ni veliko izvirnega, saj gre večinoma za svobodno uporabo Mildheimske pesmarice (1799) pesnika Rudolfa Zachariasa Beckerja. Pesmarica je izbor pesmi različnih nemških pesnikov tistega časa (Hagedorn, Lessing, Herder, Bürger, Goethe, Schiller, brata Schlegel in drugi). Pesmi so bile namenjene vzgoji. Obravnavale so lepoto sveta in vseh božjih stvari, človeka, njegov življenjski namen in lastnosti, človeka kot prijatelja in državljana. Stanič je iz nje je prevedel 22 pesmi manj znanih pesnikov (Weiße, Blumauer, Richter, …). Pesmarica je mešala resnobnost in »šegavost«, kar je Staničevemu značaju povsem ustrezalo.
V zbirki je 24 pesmi s tematiko vremenskih pojavov (Pesem za dež prositi, Pesem per hudimu vremenu, Pesem po hudimu vremenu, Pesem po toči, Druga pesem po toči), kmečkega dela (Pesem kmeta per vbogi žetvi, Pesem per dobri žetvi, Orač, Pesem per mlatvi, Kosec zvečer), vere (Jutrajna pesem, Hvaležna pesem po kosilu) in proti koncu zbirke s tematiko vzgoje, učenosti (Veseli vučenci, Pesem deklice, katera je v šolo hodila). Glavni motiv nekaterih pesmi je ljubezen do narave, razmišljanje o svetu pa je povezano z upanjem (Lepi svet). Človek, ki ga Stanič opisuje, kaže veselje do dela. Veselje in radost sta tako najbolj rabljeni besedi v zbirki, pozitivnost pa je njen osnovni nazor. Predvsem je v zbirki opazno Staničevo življenjsko delovanje, ki je namenjeno skrbi za ljudstvo in vzgojo mladih.
Valentin Stanič je v nekaterih pesmih nadaljeval tradicijo opisne poezije narave, ki jo je na Slovenskem začel Valentin Vodnik. Bistvene značilnosti opisne poezije narave so: »opisi narave, teološka in moralistična razmišljanja, zlasti o nasprotju med razumno naravo in mestno ali dvorsko civilizacijo, patetični zagoni in sentimentalna razpoloženja« (Kos 1973: 404).
Staničeve pesmi, ki vsebujejo značilnosti opisne poezije narave, so: Jutrajna pesem, Pesem per hudimu vremenu, Druga pesem po toči, ... Jutrajna pesem opisuje začetek dneva, razpoloženje rožnega cveta, gozd, zrak. Zaradi kratkosti ne vsebuje teoloških razmišljanj, je pa celotna pesem prepletena z religiozno miselnostjo. Pesem per hudimu vremenu je versko premišljujoča, vsebuje pa tudi opis nevihte. Druga pesem po toči opisuje žito po toči. Na začetku je razpoloženje sentimentalno, saj lirski subjekt primerja zdajšnje uničeno klasje z včerajšnjim. Rešitev pa lirski subjekt v zadnjih dveh kiticah najde pri Bogu. Na splošno se pri Staniču verski nauk in resnice združujejo z osebnimi pogledi na svet.
Valentin Stanič se je zgledoval po Valentinu Vodniku. Njegove pesmi Veselje kmeta nad delam, Pridni kmet zjutraj in nekatere druge pesmi so motivno-tematsko povezane z Vodnikovim Zadovolnim Krajncem. Kmet je za Staniča in Vodnika simbol pravega človeka (Staničeva pesem Kmetovški stan). Razlika med njima je v omembi zaupanja v Boga, česar pri Zadovolnem Krajncu ni.